# Pagaran Gala-Gala
Pagaran Gala-Gala is een bestuurslaag in het regentschap Mandailing Natal van de provincie Noord-Sumatra, Indonesië. Pagaran Gala-Gala telt 282 inwoners (volkstelling 2010).